# Cañas (postre)

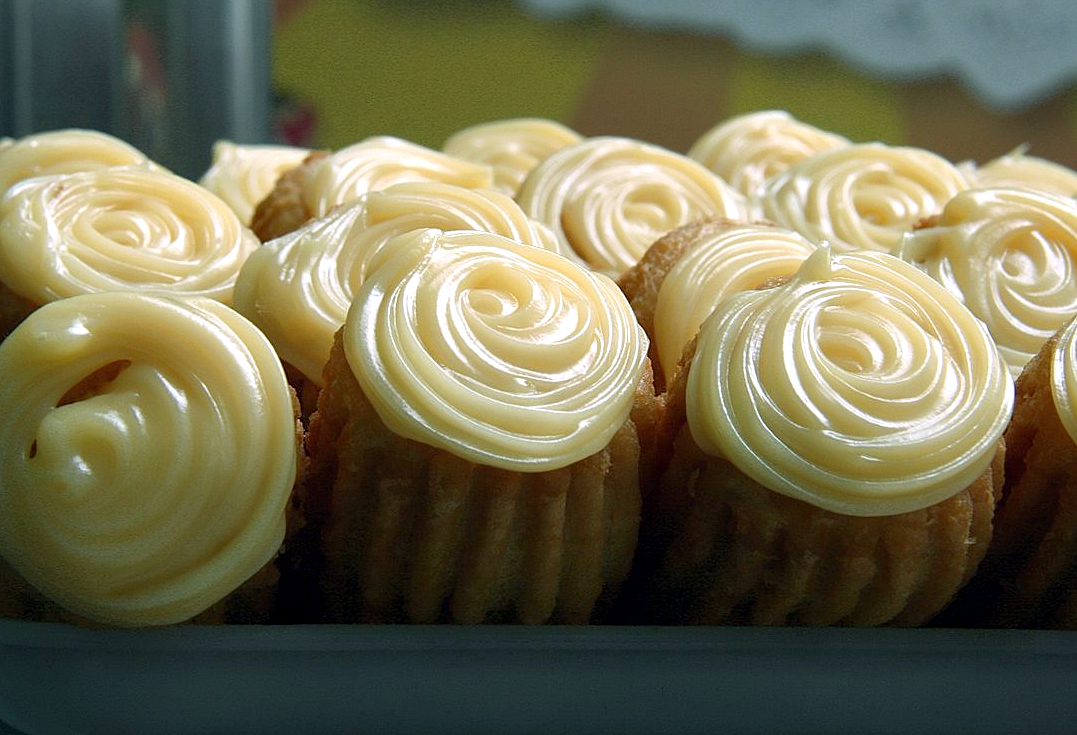
Unas cañas fritas rellenas con abundante crema pastelera.

Las Cañas fritas (denominadas también como Canutillos) son una preparación repostera tradicional de muchas comarcas de España. Es habitual encontrarse este postre en el norte de España. Por la forma de ser preparados mediante una masa de harina que se fríe en aceite de oliva (aunque tradicionalmente en manteca de cerdo) se consideran frutas de sartén. Su preparación pasa por dos etapas, una primera en la que se elabora la masa crujiente en forma de cilindro (caña) hueca, la segunda etapa en la que se rellenan las cañas con una crema (generalmente con una crema pastelera). Se suelen servir frías y espolvoreadas con azúcar glas. Destaca de este postre el crujiente de la parte cilíndrica con la cremosidad del interior. Existen variantes de cañas de masa salada.

## Características
La denominación cañas proviene de su forma cilíndrica de no más de unos dos centímetros de diámetro. El repostero español Juan de la Mata en 1784 las menciona como cañas de canela. La masa elaborada con harina de trigo, y aromatizada con licores diversos (a veces con raspaduras de limón), se enrolla en un cilindro metálico (antiguamente en una caña) que hace de molde para ser frita en aceite hirviendo. En una segunda operación se rellena el hueco con una masa dulce consistente. Las variantes de este postre hacen que puedan variar las masas (desde unos hojaldres, hasta unas simples masas fermentadas de harina), el relleno puede ir desde una simple crema pastelera.
La preparación varía mucho y en algunas zonas de España pueden tener identidad propia como es el caso de las Cañas fritas de O Carballiño, o los Canutillos de Bilbao.